# Kabupaten de Bondowoso
Le kabupaten de Bondowoso, en indonésien Kabupaten Bondowoso, est un kabupaten d'Indonésie situé dans la province de Java oriental.

## Géographie
Le kabupaten est bordé :
- À l'ouest et au nord, par celui de Situbondo,
- À l'est, par celui de Banyuwangi,
- Au sud, par celui de Jember.

## Histoire
Le gouvernement colonial hollandais crée la regentschap de Bondowoso en 1850.

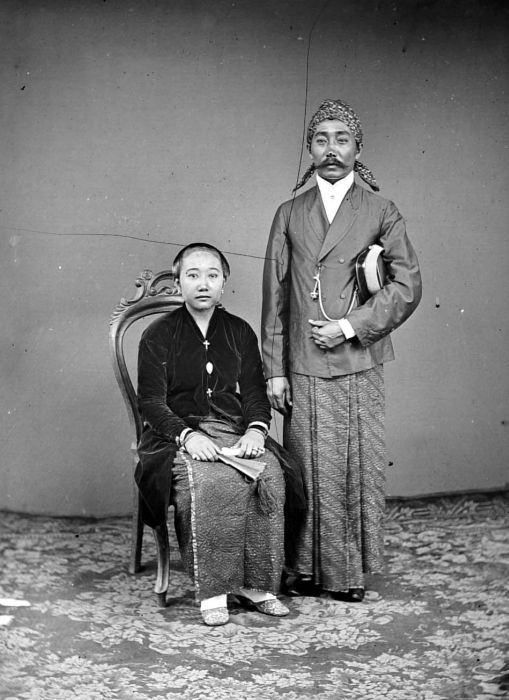
Le regent de Besuki et son épouse (1913)

### La residentie de Besoeki

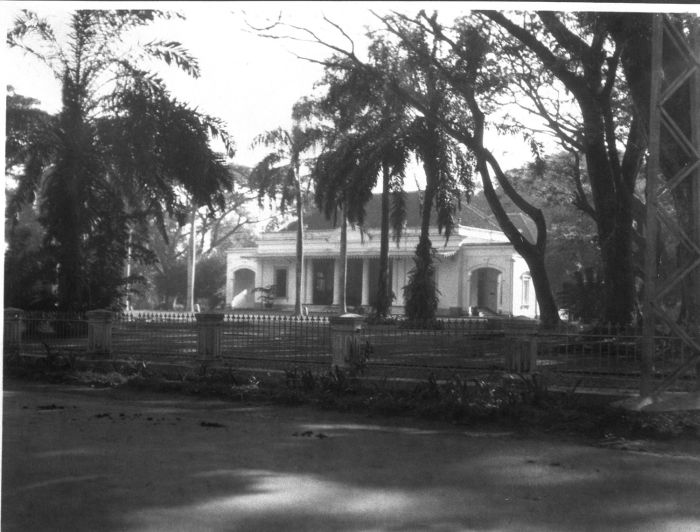
La demeure du resident de Besuki à Bondowoso

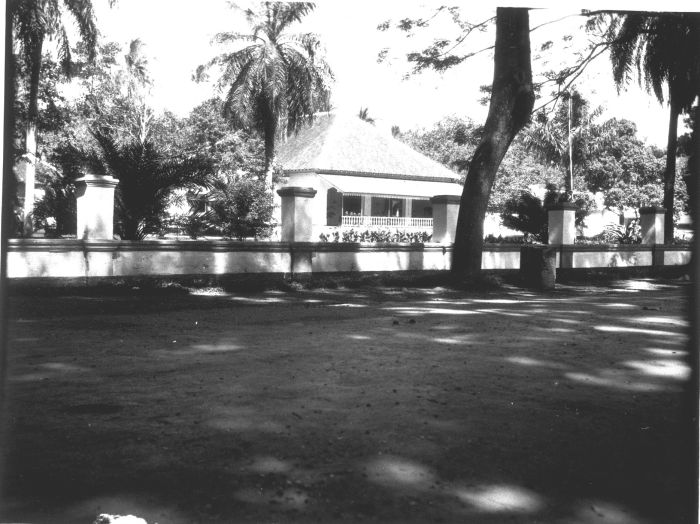
La demeure de l' assistent-resident

## Population
La population du kabupaten est en majorité constituée de madurais. Le reste est essentiellement javanais.

## Archéologie

### Mégalithes
La région de Bondowoso possède la plus grande concentration de mégalithes d'Indonésie. À ce jour, on a recensé 47 sites répartis sur 5 kecamatan (districts) ou villages :
- District de Tlogosari (7° 59′ 08″ S, 113° 55′ 09″ E) : yoni, bas-relief, sarcophages, dolmens, kenong, ustensiles ménagers.
- Pakauman (district de Grujugan7° 58′ 00″ S, 113° 49′ 59″ E) : sarcophages, dolmens, kenong (pierres cylindriques avec une ou deux protubérances évoquant cet instrument du gamelan), statues.
- Mas Kuning Lor (district de Pujer) : dolmens, kenong, ustensiles ménagers.
- Pakisan (district de Wonosari7° 53′ 00″ S, 113° 54′ 00″ E) : dolmens.
- Glingseran (district de Wringin) : sarcophages, menhir, kenong, ustensiles ménagers, et deux grottes naturelles.

Le village de Pakauman, à 5 km au sud de Bondowoso, a été le premier site fouillé, dès 1938. On y a recensé plus de 400 mégalithes, essentiellement des dolmens, des sarcophages, des kenong  et des statues.
Le mégalithisme de Bondowoso est récent. H. R. Van Heekeren (The bronze age in Indonesia) pense que les mégalithes de Bondowoso ont été édifiés entre les Ve et XVe siècles apr. J.-C.

### Gowa Buto
Dans le village de Jireg, sur la route qui mène à Situbondo, se trouve Gowa Buto, "la grotte des géants" en madurais. Elle contient des bas-reliefs qui décrivent le cheminement du Bouddha. On atteint Jireg au bout de 30 km d'une route qui grimpe en lacets depuis le district de Cermee, à travers une forêt de teck et de sengon (Albizia). La grotte, découverte dans les années 1980, est désormais un lieu de culte pour la communauté bouddhiste de Bondowoso. On pense que le site est vieux de plus de 800 ans.

## Tourisme
On trouve dans la ville de Bondowoso une importante communauté arabe installée depuis l'époque coloniale des Indes néerlandaises. Leur quartier traditionnel, le Kampung Arab, est la rue Imam Bonjol.
L'attraction la plus connue est le lac de cratère du Kawah Ijen. La montée au sommet prend entre une heure et demie et trois heures selon les personnes. On peut également visiter le Merapi dans l'ensemble de l'Ijen.
On trouve aussi de nombreuses chutes d'eau.

## Spécialités culinaires
Bondowoso est connue à Java pour son tape, un dessert à base de tapioca alcoolisé par fermentation. C'est pourquoi on la surnomme "la ville du tape".